# Codru (okręg Bihor)
Codru – wieś w Rumunii, w okręgu Bihor, w gminie Șoimi. W 2011 roku liczyła 188 mieszkańców.